# 호송

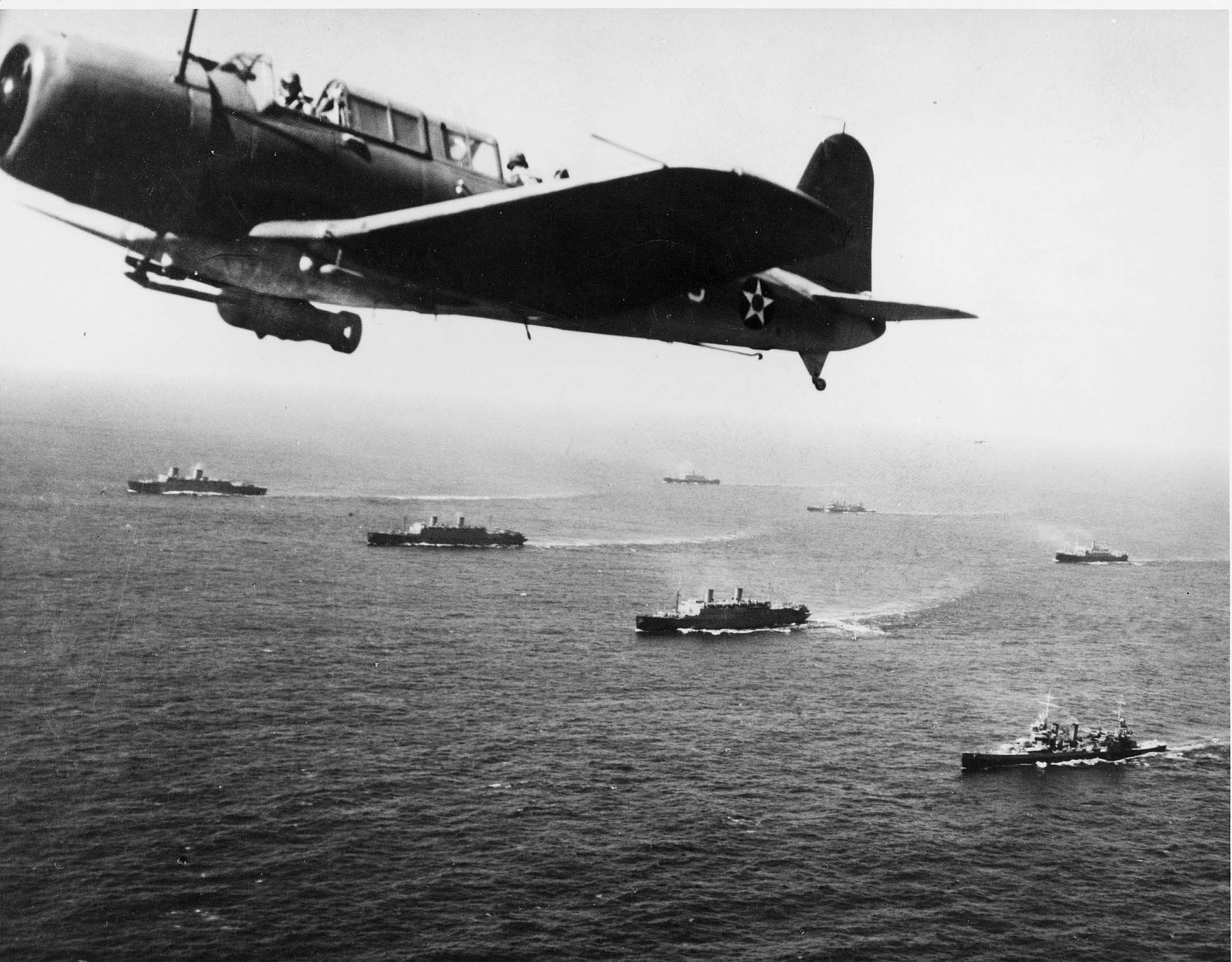
제2차 세계 대전때의 모습

호송(護送, convoy)은 차량이나 선박 등의 탈것이 상호간의 지원과 보호를 위해 한데 뭉쳐 다니는 것이다.

## 같이 보기
- 로드 트레인